# Porto Pozzo
Porto Pozzo (in gallurese Poltu Puzzu) è una frazione facente parte del comune di Santa Teresa Gallura, da cui dista circa 8 chilometri.

## Storia
Nell'Odissea si narra che Ulisse, dopo aver attraversato le Bocche di Bonifacio insieme alla sua flotta cercò riparo nell'insenatura dove oggi sorge la località. Qui però incontrarono i Lestrigoni, dei giganti antropofagi, che con l'ordine del loro re Antifate, distrussero le flotte di Ulisse e uccisero tutti i marinai infilzandoli con enormi spiedi. Si salvò solo la nave dell'eroe, rimasta fuori dall'insenatura.

## Monumenti e luoghi d'interesse

### Laguna di Porto Pozzo
Nella laguna di Porto Pozzo, situata nell'insenatura davanti alla località, viene esercitata su concessione l'attività di pesca professionale a diverse specie ittiche tra cui spigole, orate, mormore, saraghi, sogliole e mugilidi.